# Philippe Ornano
Philippe Ornano, francoski maršal in politik, * 1784, † 1863.